# Moreška

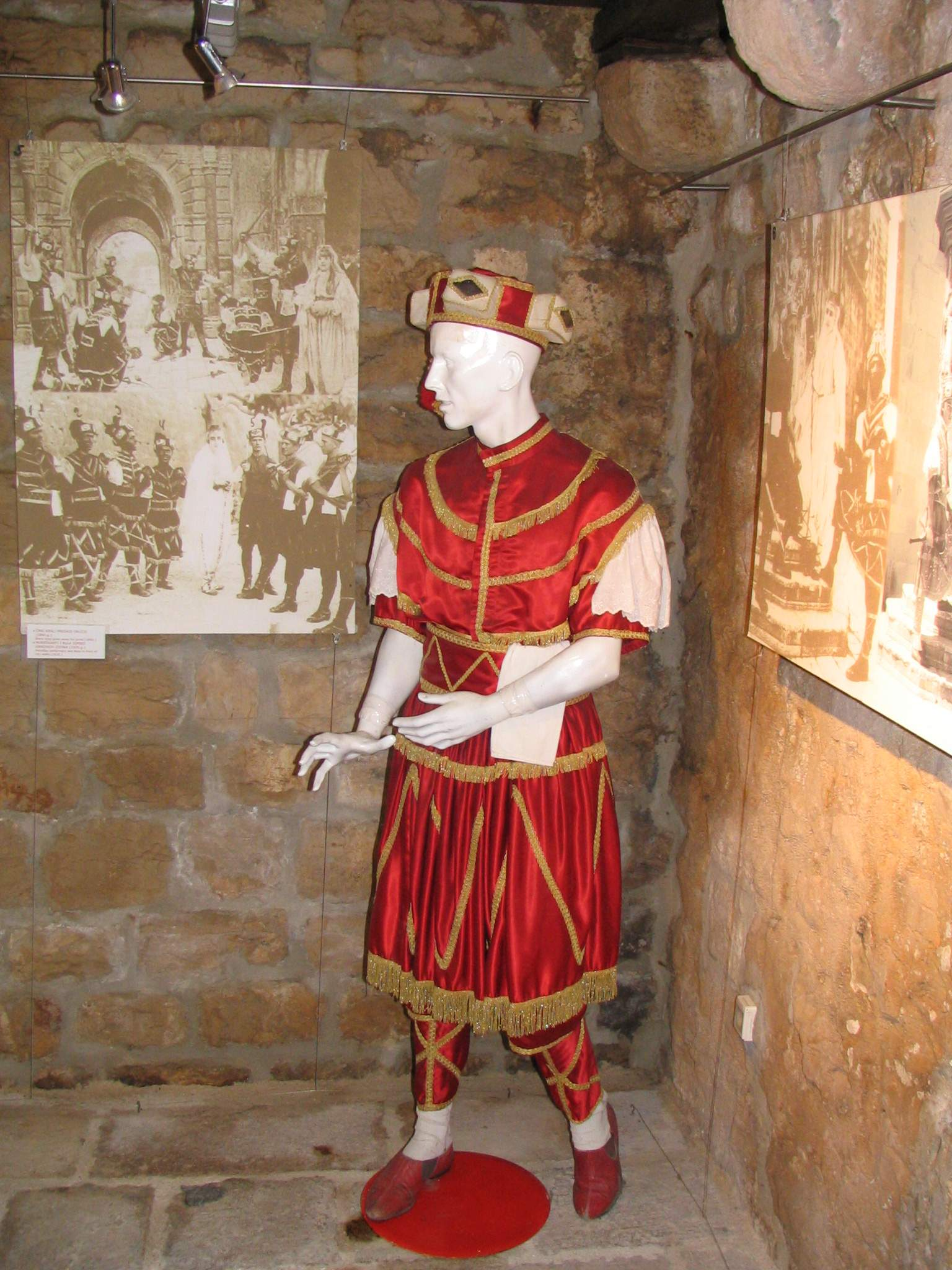
Kostym som bärs av den "vita kungen".

Moreška är en traditionell svärddans och drama från staden Korčula i södra Kroatien. Dansen som framförs i Korčula bär sina anor från 1500-talet. Ursprungligen framfördes den vid speciella tillfällen men i modern tid framförs den för turister och hör idag till en av stadens främsta kulturella sevärdheter. Dansarna som deltar i Moreška måste ha lokal anknytning och det anses vara en ära att delta.

## Etymologi
Dansens namn Moreška betyder morisk.

## Historia
Under 1100-1200-talet var svärddanser som symboliserade kampen mellan kristna och morer vitt förekommande vid medelhavsområdet i det företrädande romersk-katolska södra Europa. Dessa danser hade sitt ursprung i Spanien. Danstraditionen tros ha nått Dalmatien via södra Italien och Dubrovnik på 1500-talet där den högst troligt fick en annan symbolik, nämligen kampen mot det expanderande Osmanska riket. Under århundradena skulle svärddanserna komma att förlora betydelsen i medelhavsområdet men i Korčula, där den utförts i minst 400 år, skulle traditionen komma att bestå.

## Utförande

### Karaktärer
- Otmanović, den Svarta kungen (bär svart kostym)
- Moro[2], den Svarta kungens son (bär svart kostym)
- Osman, den Vita kungen (bär röd kostym)
- Bula[2], den Vita kungens fästmö

### Handling
Dansens utförande kan beskrivas som ett klassiskt kärleksdrama där Moro med våld fängslar Bula. Efter en kort dramatisk konversation mellan Moro och Bula och senare Osman uppstår en konfrontation mellan de båda arméerna. I slutet av den dramatiska delen av skådespelet inleds Sfida, Moros dans, som slutligen utvecklas till en passionerad strid med svärd. Dansen upplöses efter att den svarta armén kapitulerat, Moro givit upp striden, och Osman befriat sin fästmö Bula.